# Lamento boliviano
«Lamento boliviano» es una canción interpretada por la banda argentina de rock Enanitos Verdes, y compuesta por Dimi Bass (Raúl Federico Gómez) y Natalio Faingold, cuando eran integrantes de la banda Alcohol Etílico en 1984. Originalmente la canción llevaba el título «Soy como una roca (Lamento boliviano)» y estaba incluida en el disco Envasado de origen (1986), de Alcohol Etílico. La nueva versión fue grabada por Enanitos Verdes en 1994 y lanzada ese mismo año, obteniendo un gran éxito en Argentina y otros países. La canción es ampliamente considerada como un clásico del rock en español en toda Latinoamérica.

## Historia
Su creador e intérprete original fue el grupo musical de Argentina Alcohol Etílico, formado en la Ciudad de Mendoza entre otros por Dimi Bass y dos músicos relacionados con los Enanitos Verdes: Sergio Embrioni (guitarrista de la formación original de LEV) y Horacio Gómez (teclista invitado permanente en LEV luego de la partida de Tito Dávila). Esta versión fue grabada en 1986, e incluida en el álbum de Alcohol Etílico titulado Envasado en origen del mismo año, siendo además uno de los cortes de difusión nacional de dicho trabajo.
Aunque no hay información disponible respecto a la razón específica del nombre de la canción, varios medios de comunicación han identificado que fragmentos de la letra se desprenden de diferentes partes de la obra "Crónica de una muerte anunciada" del escritor colombiano Gabriel García Márquez como "Muchachas, les decía, no se peinen de noche que se retrasan los navegantes" y ""soy como una roca, palabras no me tocan"; la frase "corazón idiota" se extrae del fragmento “Quisiera volver al páramo de Balandú. […] Antártida, su temperatura era la de mi corazón idiota” de la obra "Y el mundo sigue andando" del escritor colombiano Manuel Mejía Vallejo. 
Por otro lado, Natalio Faingold brindó más detalles de como surgió la canción el diario argentino Clarín:

"Hace muchos, pero muchos años –en otro siglo, en otro milenio–, viajaba junto a unos amigos por Perú. Estábamos subiendo en el tren que va desde Cusco hasta Machu Picchu, en uno de esos extraños momentos del año en el que viajan más peruanos que turistas. Como éramos lo que se conoce como “mochileros”, íbamos en los vagones de segunda clase, compartiendo asiento con distintos grupos de gallinas. Por mi ventana se veía el río Urubamba como acompañando el tren en su recorrido. Era la época de lluvias pero cuando podíamos nos colgábamos en las escalinatas para ver más de cerca el paisaje. De repente una voz muy triste empezó a sonar en el vagón. Estoy seguro de que era quechua. Era un canto que se repetía como un “loop” y, junto al atardecer, nos transportaba a todos en el tiempo y nos llevaba a otra civilizacion, a un lugar más lejano que el paisaje y el verde de los Andes. En ese momento empecé a crear una canción, que más tarde llevaría el nombre de “Lamento boliviano”, que compusimos con Dimi Bass en nuestro grupo Alcohol Etílico, pionero del rock mendocino, y que luego popularizarían los Enanitos Verdes. Allí, durante esa tarde en el tren, surcando las montañas en dirección a Machu Picchu, me acerqué al cantor para conocerlo, para saber qué es lo que estaba cantando. Al sentarme a su lado, el aire se tranformó y el olor a alcohol que me invadió fue tan fuerte que el estribillo del “lamento boliviano” bajó como por una antena hasta mi mente . Y fue así como nació la frase emblemática de la canción: “hoy estoy aquí, borracho y loco...”
Natalio Faingold

La versión más conocida de esta canción es un sencillo del también grupo mendocino Enanitos Verdes, incluida en su séptimo álbum de estudio titulado Big bang, lanzado en 1994. Horacio Gómez fue tecladista en ambas versiones (la de Alcohol Etílico y la de Enanitos) dado que era miembro de Alcohol Etílico en la época en que fue compuesta y tecladista de Enanitos Verdes en el momento de grabar la versión de 1994. La canción se convirtió rápidamente en un éxito en toda América Latina.
En España se hizo popular en 2007, gracias a la versión remezclada de Dani Mata, cuando se convirtió en una de las canciones del verano, y fue incluida en el segundo disco del Disco estrella 2007. Su popularidad en este país también se debió a que fue ampliamente difundida como una de las canciones de la novena edición española de la telerrealidad Gran Hermano.
En julio del 2010 el grupo de hiphop mexicano Akwid lanzó una versión a su estilo titulada «Loco», junto a Enanitos Verdes, estos últimos teniendo participación en el coro.
Noel Schajris también grabó su versión de esta pieza musical en abril de 2011 y la incluyó en su disco Grandes canciones.
Con los años salieron varias versiones, entre ellas la de Yandel con «Te amaré», y otra versión del también puertorriqueño Gotay «Borracho y Loco». 
En 2019, J Balvin utilizó parte de la canción, ya que este puso una de las frases más conocidas en la canción «Un peso», para el EP Oasis mismo en el que colaboró a la par su colega Bad Bunny, en dicha canción se invitó a colaborar a Marciano Cantero.

## Listas
La versión de «Lamento Boliviano» por los Enanitos Verdes es uno de los temas más exitosos de toda la historia del rock en español.
Hacia febrero de 2020, era la canción de rock argentino más escuchada en Spotify.

## Versiones
- Enanitos Verdes - Lamento Boliviano
- Mijares - Lamento Boliviano
- Yandel - Te amaré
- Gotay - Borracho y Loco
- Vera Loca - Borracho y Loco (Lamento Boliviano)
- Trulalá - Lamento Boliviano
- Eslabón Armado - Lamento Boliviano
- Caña Brava - Lamento Boliviano
- Turf · DLD · Natalio Faingold · Raúl Gómez
- Rowen- Lamento Boliviano
- Akwid con Enanitos Verdes - Loco
- Junior H- Lamento Boliviano
- Ana Victoria - Lamento Boliviano[11]

## Posicionamiento en listas
| Lista (1995)      | Mejor posición |
| ----------------- | -------------- |
| El Salvador (UPI) | 8              |
| México (UPI)      | 6              |
| Venezuela (UPI)   | 3              |